# Salsolicola stshetkini
Salsolicola stshetkini är en fjärilsart som beskrevs av Kuznetsov 1960. Salsolicola stshetkini ingår i släktet Salsolicola och familjen vecklare. Inga underarter finns listade i Catalogue of Life.